# Antonio González Triviño
Antonio González Triviño (Tetuán, Protectorado Español de Marruecos, 5 de marzo de 1951) es un maestro industrial y político español. Fue alcalde de Zaragoza (1986-1995) por el PSOE.

## Trayectoria política

### Alcalde de Zaragoza (1986-1995)
Fue concejal en el Ayuntamiento de Zaragoza por UCD y posteriormente por PSOE. Tras la muerte de Ramón Sainz de Varanda fue designado alcalde de la ciudad, con 34 años, ya casado y con dos hijos, cargo en el que se mantuvo hasta 1995. También fue eurodiputado. Su carrera política acabó en 1999, desde entonces ejerce como empresario en Barcelona.
En su etapa como máximo regidor de la ciudad se actuó en las «asignaturas pendientes» que tenía Zaragoza. Aunque en algunos proyectos se malograron y otros cambiaron o se gestaron en medio de fuertes polémicas. Como reseña los convenios urbanísticos que por primera vez apuntaron hacia el oeste para el crecimiento de la capital del Ebro.
Dos de sus obras siguen siendo en la actualidad imprescindible para Zaragoza: En el distrito de San José se construyó el pabellón Príncipe Felipe y, junto a la Romareda, el Auditorio. Se remodeló el Teatro Principal. El Plan de recuperación del Casco Viejo.. Se remodelaron los puentes del Pilar y el puente de Piedra. La depuradora de aguas de La Cartuja y se conoció que la principal línea de AVE (Madrid-Barcelona) tendría su parada en Zaragoza.
Fue condecorado, no exento de polémica, con la medalla de oro de la ciudad de Zaragoza, junto al resto de alcaldes democráticos. También ha recibido la medalla de las Cortes de Aragón del año 1988.